# ادی پترسن
اِدی پَـترسـن (انگلیسی: Edi Patterson؛ زادهٔ ۱۹ سپتامبر ۱۹۷۴) بازیگر، صداپیشه و کمدین اهل ایالات متحده آمریکا است. وی دانش‌آموختۀ دانشگاه ایالتی تگزاس است و از سال ۱۹۹۵ میلادی تاکنون مشغول فعالیت بوده‌است.

## گزیدهٔ آثار

### سینما
- ۲۰۱۹ - چاقوهای بی‌غلاف
- ۲۰۱۲ - هزار کلمه
- ۲۰۱۱ - مریخ به مامان‌ها نیاز دارد (صداپیشه)

### تلویزیون
- ۲۰۱۹/۲۰۲۰ - جمستون‌های نیکوکار
- ۲۰۱۶/۲۰۱۷ - معاون‌های مدرسه
- ۲۰۱۵/۲۰۱۸ - سه خرس ساده‌لوح (صداپیشه)
- ۲۰۱۳ - کالیفرنیکیشن
- ۲۰۱۲ - دو دختر ورشکسته
- ۲۰۱۱ - زیاد ذوق‌زده نشو
- ۲۰۱۱ - علف
- ۲۰۰۶ - جیمی کیمل لایو!
- ۲۰۰۱ - سی‌اس‌آی

### ویدئو
- ۱۹۹۸ - تکن: د موشن پیکچر (صداپیشه)